# Herbécourt
Herbécourt és un municipi francès situat al departament del Somme i a la regió de Nord - Pas de Calais - Picardia. L'any 2007 tenia 172 habitants.

## Demografia

### Població
El 2007 la població de fet d'Herbécourt era de 172 persones. Hi havia 70 famílies de les quals 19 eren unipersonals (5 homes vivint sols i 14 dones vivint soles), 23 parelles sense fills i 28 parelles amb fills.
La població ha evolucionat segons el següent gràfic:
Habitants censats

### Habitatges
El 2007 hi havia 78 habitatges, 67 eren l'habitatge principal de la família, 8 eren segones residències i 2 estaven desocupats. Tots els 78 habitatges eren cases. Dels 67 habitatges principals, 56 estaven ocupats pels seus propietaris, 8 estaven llogats i ocupats pels llogaters i 3 estaven cedits a títol gratuït; 13 tenien tres cambres, 23 en tenien quatre i 31 en tenien cinc o més. 52 habitatges disposaven pel capbaix d'una plaça de pàrquing. A 29 habitatges hi havia un automòbil i a 29 n'hi havia dos o més.

### Piràmide de població

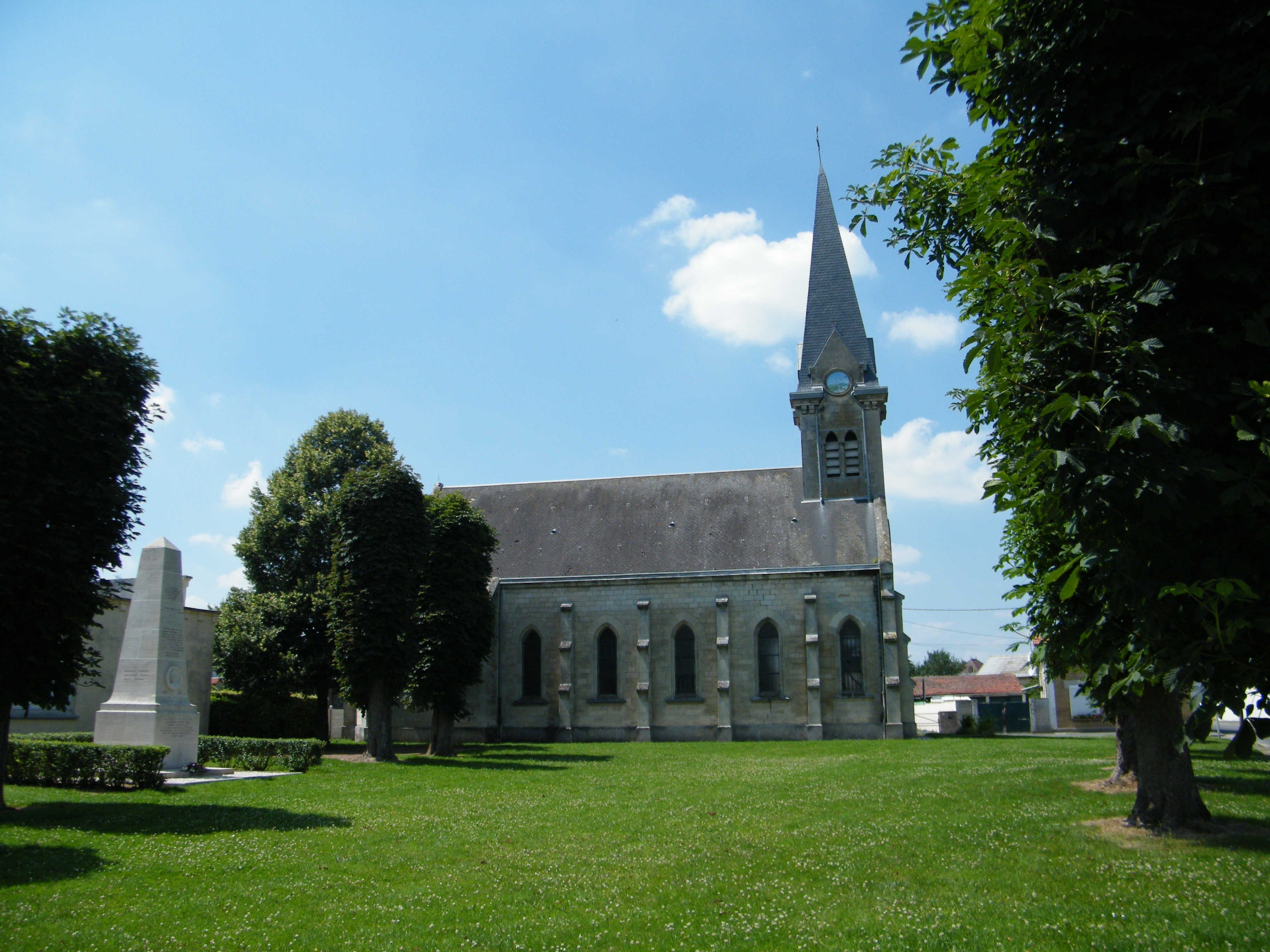

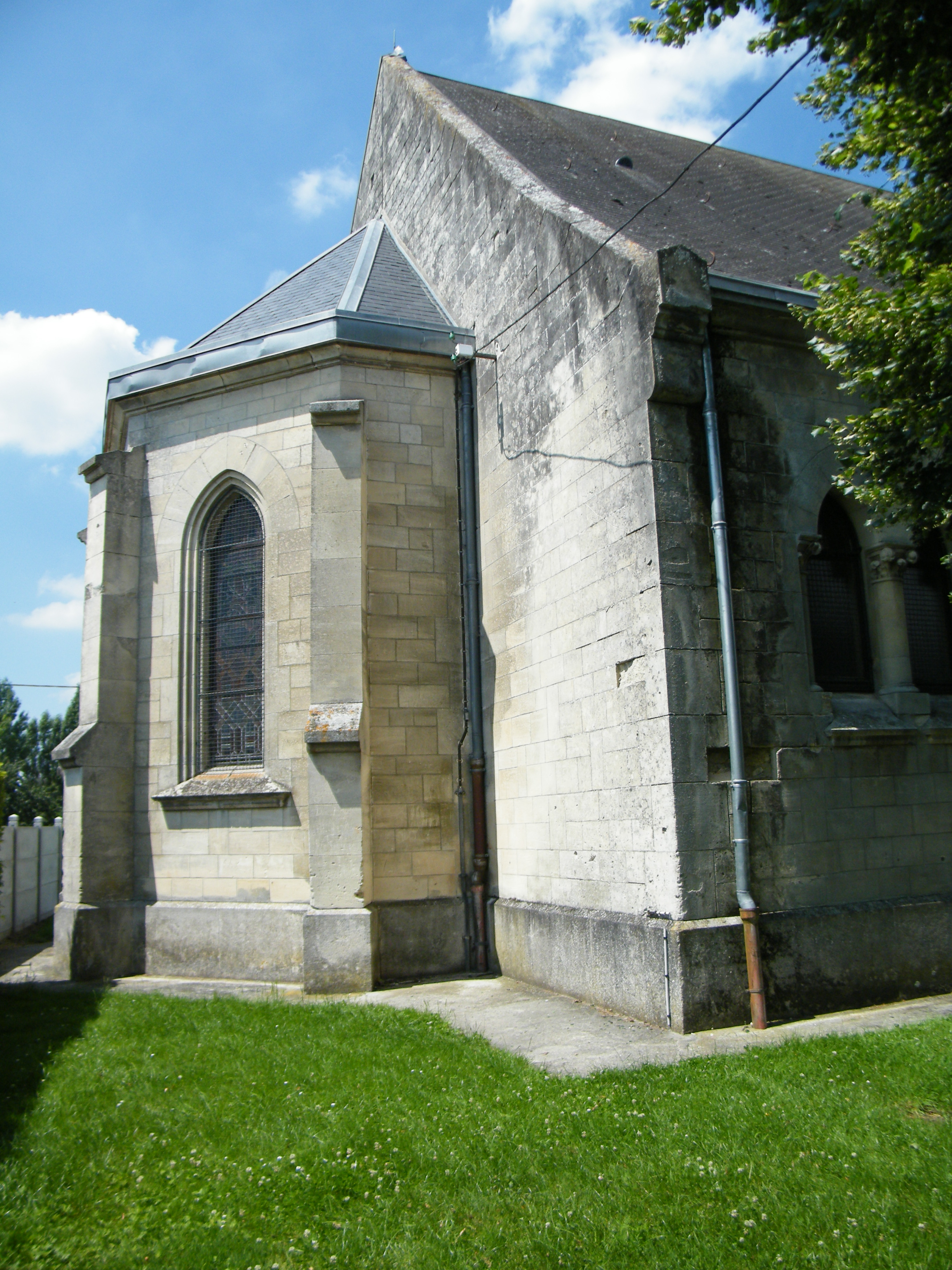

La piràmide de població per edats i sexe el 2009 era:
| Homes | Edats   | Dones |
| ----- | ------- | ----- |
| 0     | 95 o +  | 0     |
| 0     | 90 a 94 | 0     |
| 0     | 85 a 89 | 0     |
| 0     | 80 a 84 | 4     |
| 0     | 75 a 79 | 0     |
| 0     | 70 a 74 | 4     |
| 4     | 65 a 69 | 4     |
| 0     | 60 a 64 | 4     |
| 0     | 55 a 59 | 4     |
| 0     | 50 a 54 | 0     |
| 16    | 45 a 49 | 8     |
| 0     | 40 a 44 | 8     |
| 0     | 35 a 39 | 0     |
| 12    | 30 a 34 | 8     |
| 8     | 25 a 29 | 12    |
| 4     | 20 a 24 | 4     |
| 8     | 15 a 19 | 0     |
| 0     | 10 a 14 | 8     |
| 4     | 5 a 9   | 4     |
| 4     | 0 a 4   | 8     |

## Economia

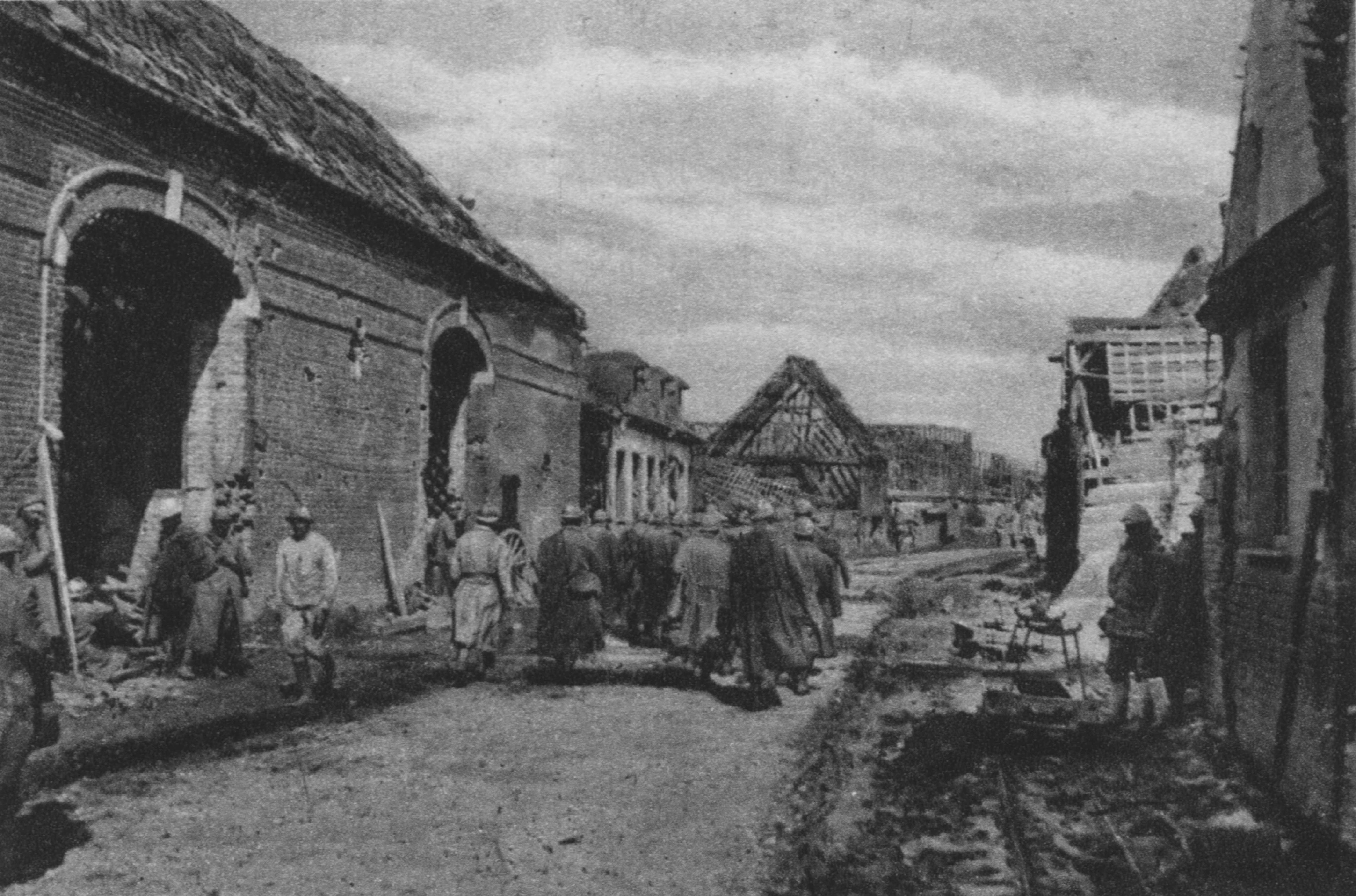
Primera Guerra mundial

El 2007 la població en edat de treballar era de 109 persones, 85 eren actives i 24 eren inactives. De les 85 persones actives 73 estaven ocupades (47 homes i 26 dones) i 12 estaven aturades (3 homes i 9 dones). De les 24 persones inactives 5 estaven jubilades, 5 estaven estudiant i 14 estaven classificades com a «altres inactius».

### Ingressos
El 2009 a Herbécourt hi havia 68 unitats fiscals que integraven 182 persones, la mediana anual d'ingressos fiscals per persona era de 14.840 €.

### Activitats econòmiques
L'únic establiment que hi havia el 2007 era d'una empresa de transport.
L'any 2000 a Herbécourt hi havia 3 explotacions agrícoles.

## Poblacions més properes
El següent diagrama mostra les poblacions més properes.